# دایملربنز اروسپیس
دایملربنز-اِروسپِیس یا داسا (به آلمانی: DASA) کوتاه شدهٔ Deutsche Aerospace Aktiengesellschaft (شرکت سهامی هوافضای آلمان) از سال ۱۹۸۹ شرکت پیشین هوافضای وابسته به شرکت سهامی دایملر-بنز بود. در ژوئیه ۲۰۰۰ داسا با آئروسپاسیال-ماترا و کاسا ادغام شد و ایرباس را پدید آورد.